# Heliconius assimilis
Heliconius assimilis är en fjärilsart som beskrevs av Johannes Karl Max Röber 1921. Heliconius assimilis ingår i släktet Heliconius och familjen praktfjärilar. Inga underarter finns listade i Catalogue of Life.